# Зехаузен (Альтмарк)
Зегаузен (нім. Seehausen) — місто в Німеччині, розташоване в землі Саксонія-Ангальт. Входить до складу району Штендаль і лежить приблизно за 30 км на північ від міста Штендаля. Центр об'єднання громад Зеегаузен.
Площа — 106,99 км2. Населення становить 4808 ос. (станом на 31 грудня 2021).
У січні 2010 до Зегаузена приєднались муніципалітети Бойстер, Ґеестґотберґ та Льозенраде, а у вересні 2010 — ще Шьонберґ.
У Зеегаузені народилась співачка оперети, меццо-сопрано Мінна Наніц.

## Галерея

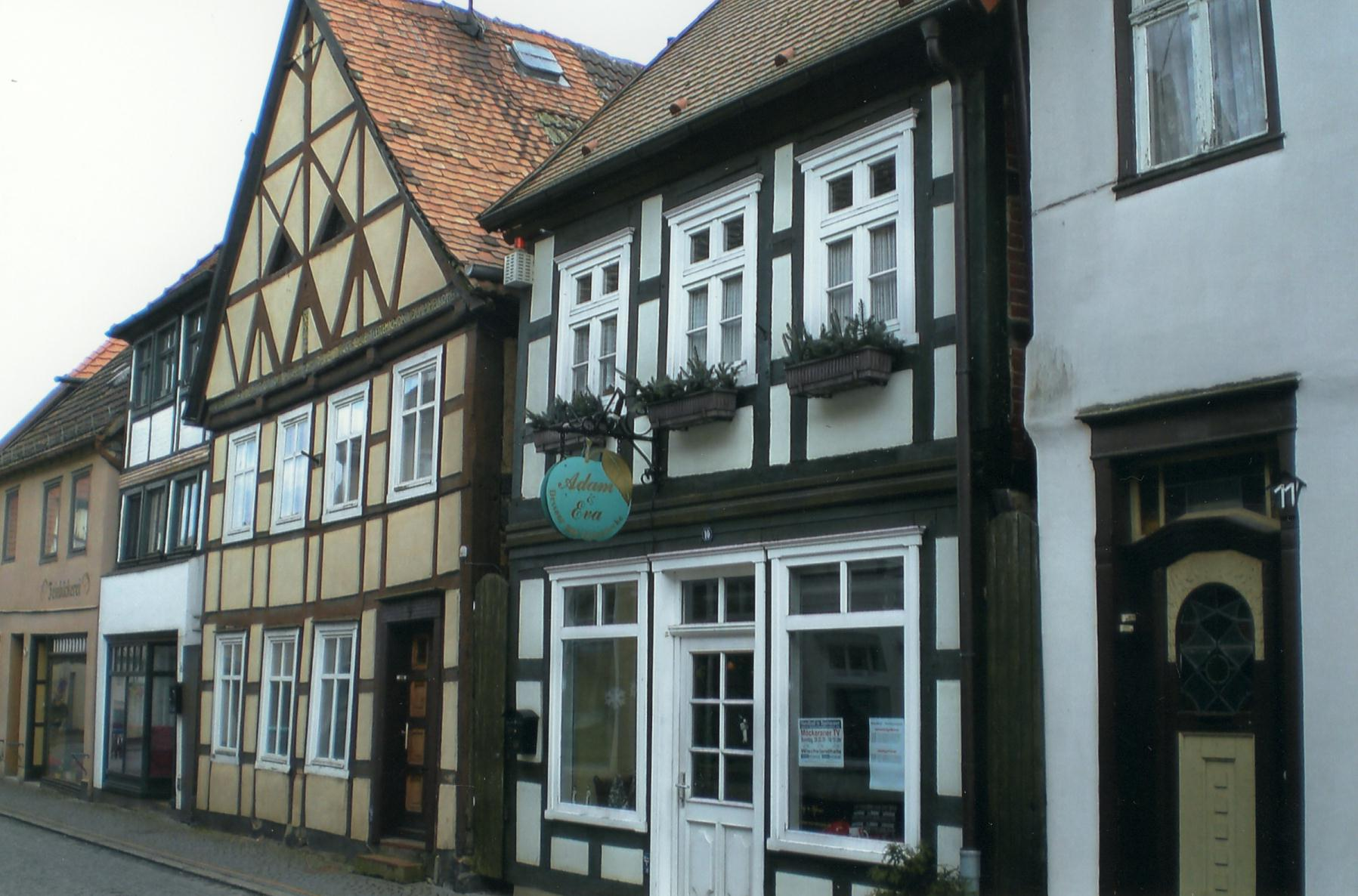
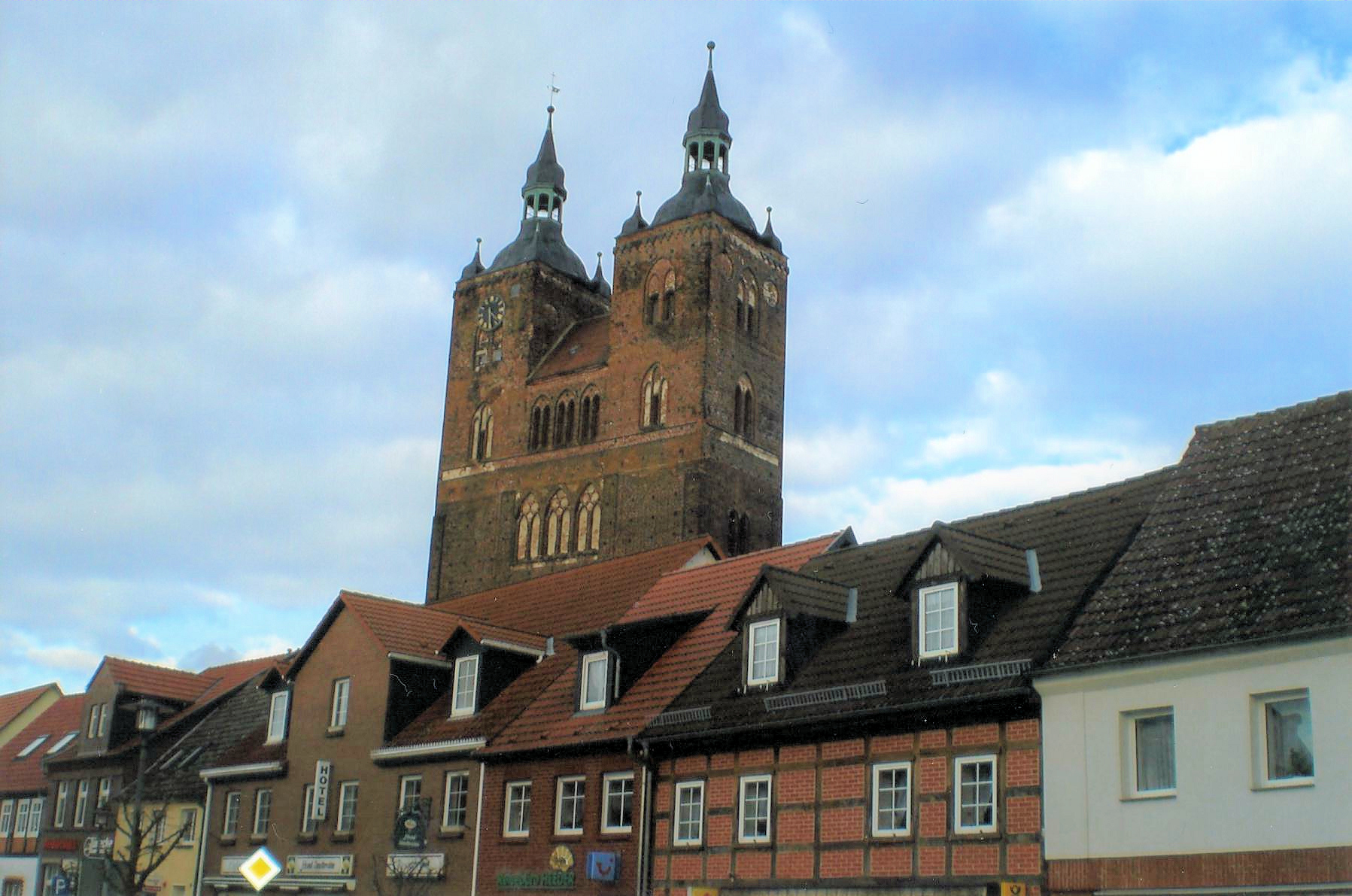
Церква Св. Петра й Павла
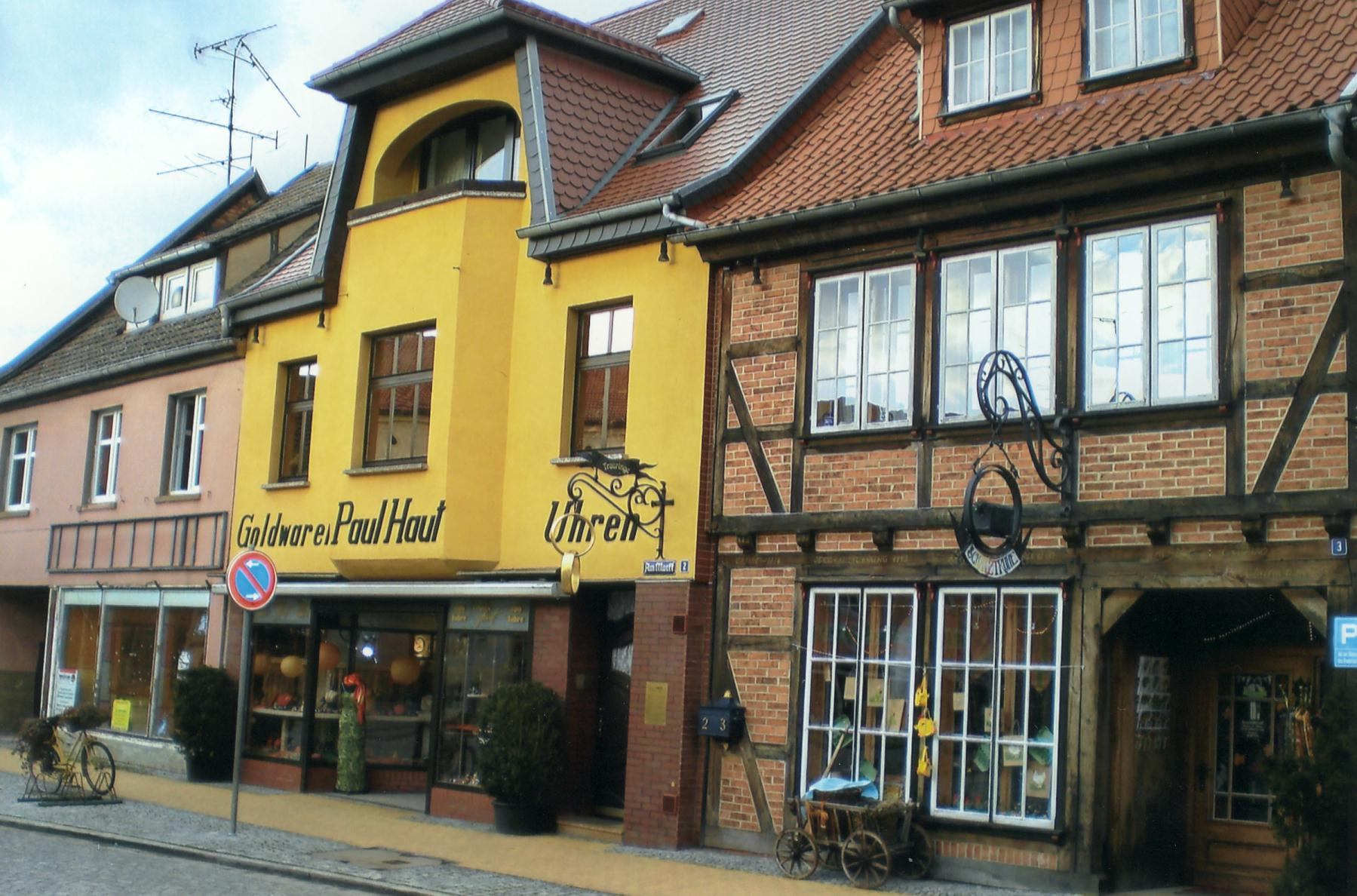
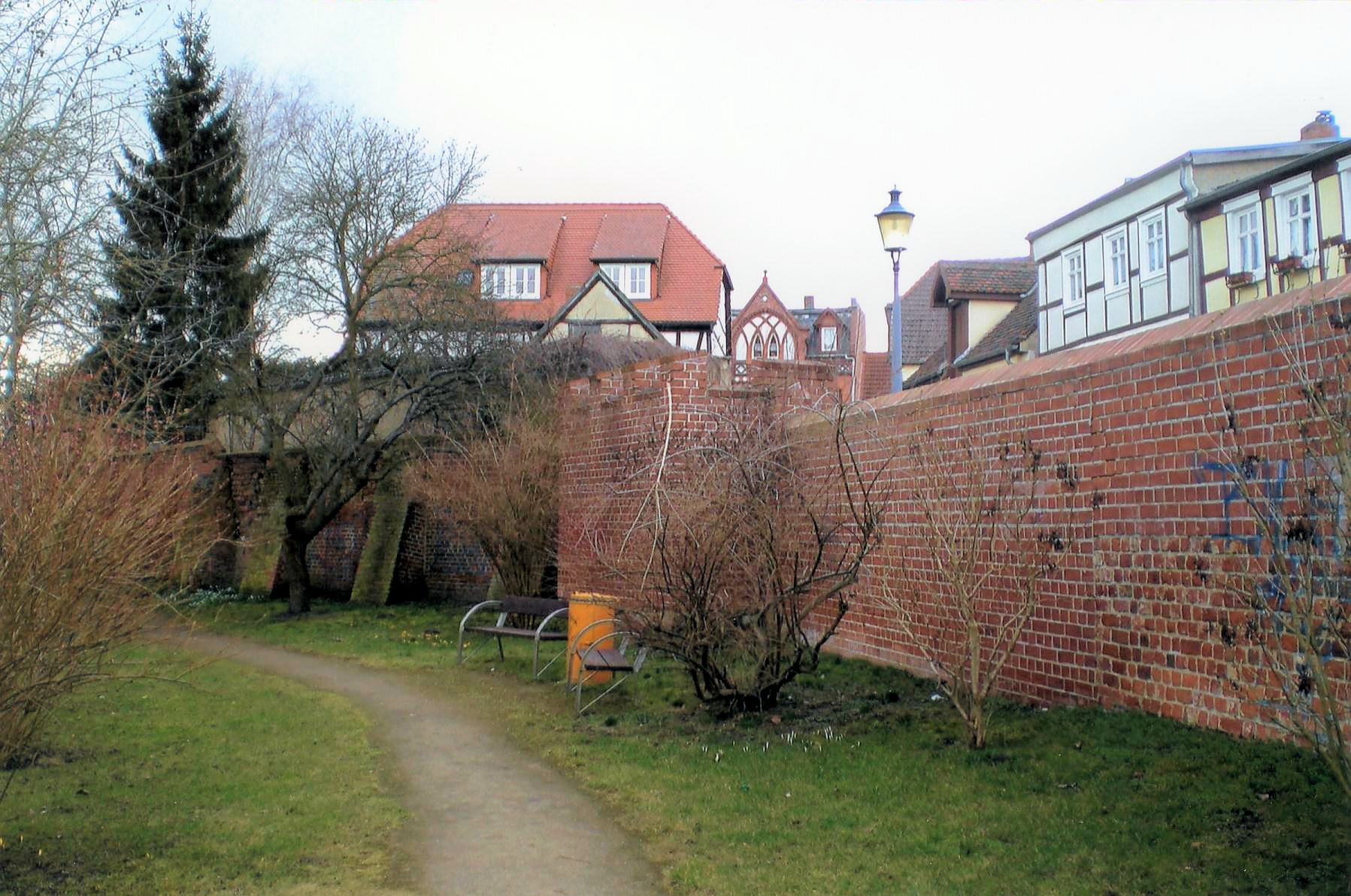
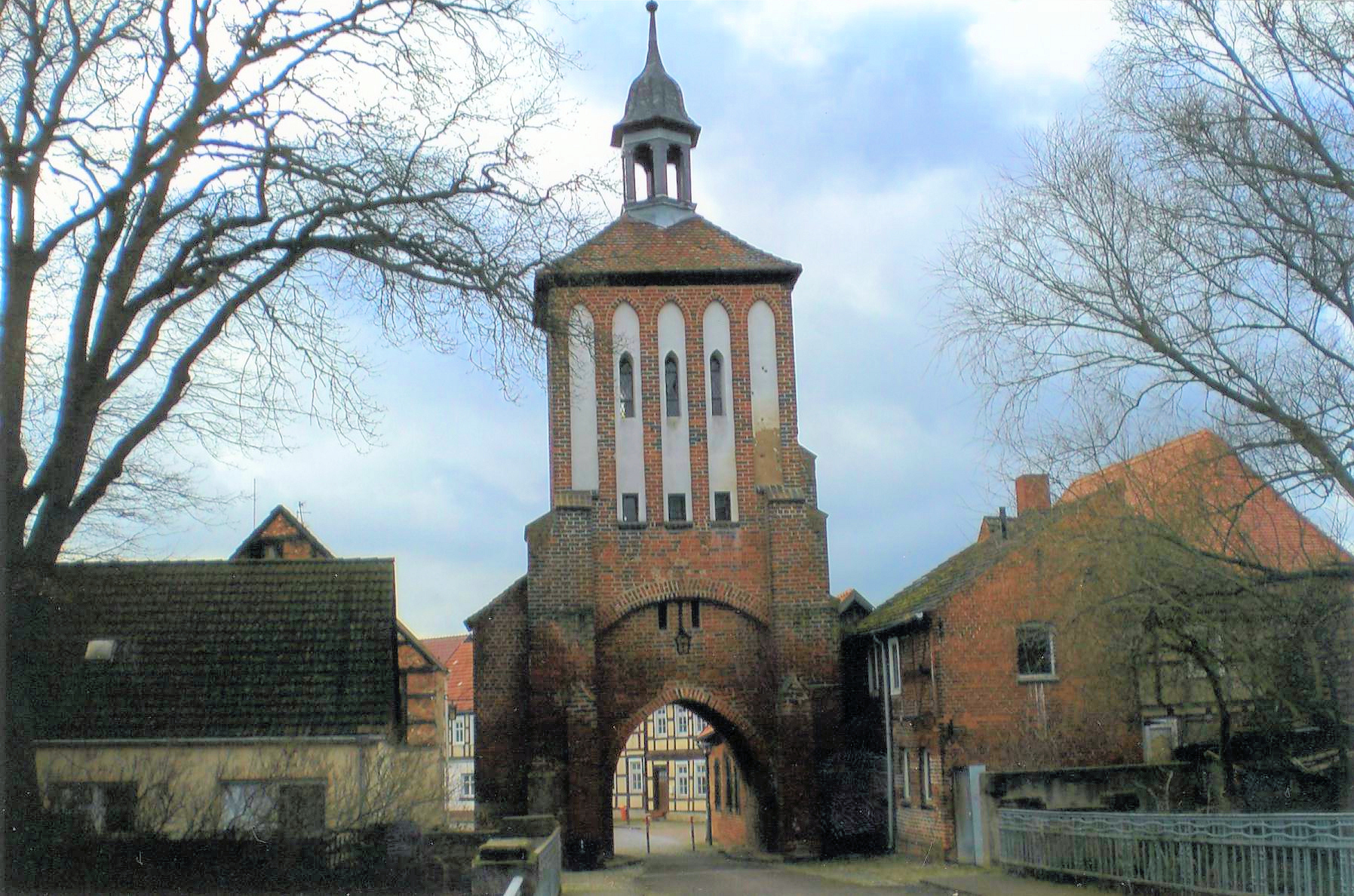
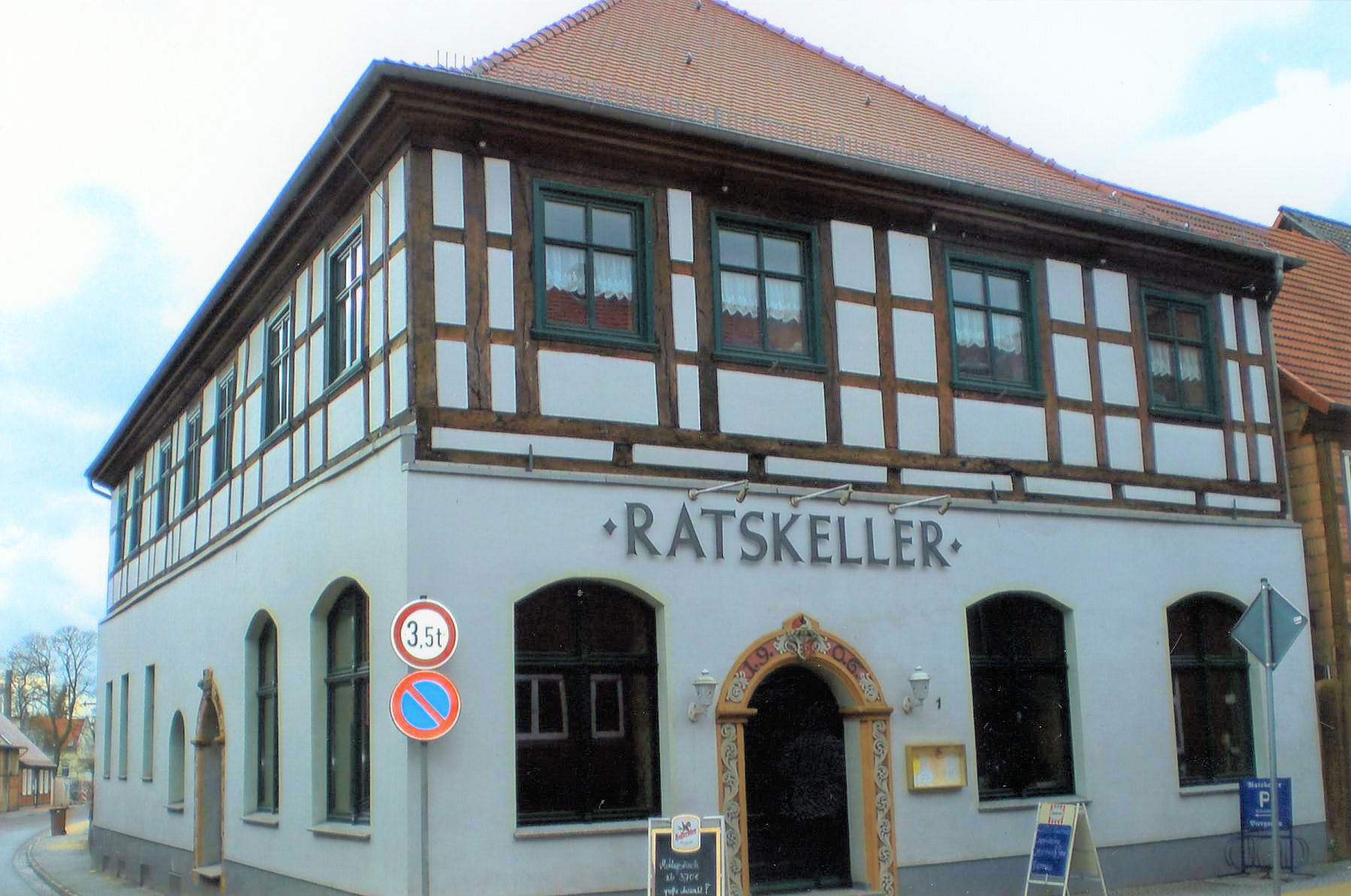